# Гофер жовтокрайовий
Гофер жовтокрайовий (Gopherus flavomarginatus) — вид черепах з роду Гофери родини Суходільні черепахи. Інша назва «мексиканський гофер».

## Опис
Загальна довжина карапаксу досягає 37—40 см. Вага більше 14 кг. Панцир досить плаский, широкий, має овальну форму. Задні щитки по краях зубчасті.
Колір голови, кінцівок, хвоста жовтий або коричневий. Забарвлення карапаксу жовто-коричневе. При цьому жовтими є крайові щитки, а середина більш коричнева. Звідси походить назва цієї черепахи. Пластрон жовтуватого забарвлення. Присутні 2 дуже довгі чорні лінії на стегнах.

## Спосіб життя
Полюбляє трав'янисті рівнини з сухими травами на пологих схилах пагорбів. Зустрічається до висотки 1000–1300 м над рівнем моря Для захисту від хижаків риє нори. Узимку впадає у сплячку. Час зимівлі з листопада або грудня по березень. Харчується травами, особливо полюбляє Hilaria mutica.
Статева зрілість настає у 12—15 років. Самиця у червні—липні відкладає 3—9, зрідка 15 яєць. За сезон буває 2, рідше 3 кладки. На волі у черепахи репродуктивний потенціал значно нижче.
Тривалість життя досягає 80—100 років.

## Розповсюдження
Мешкає у басейні р. Болсон-де-Мапіні на кордоні південного сходу Чіуауа, південного заходу Коауїла і північного сходу Дуранго (Мексика).